# Боровский, Пётр Фокич

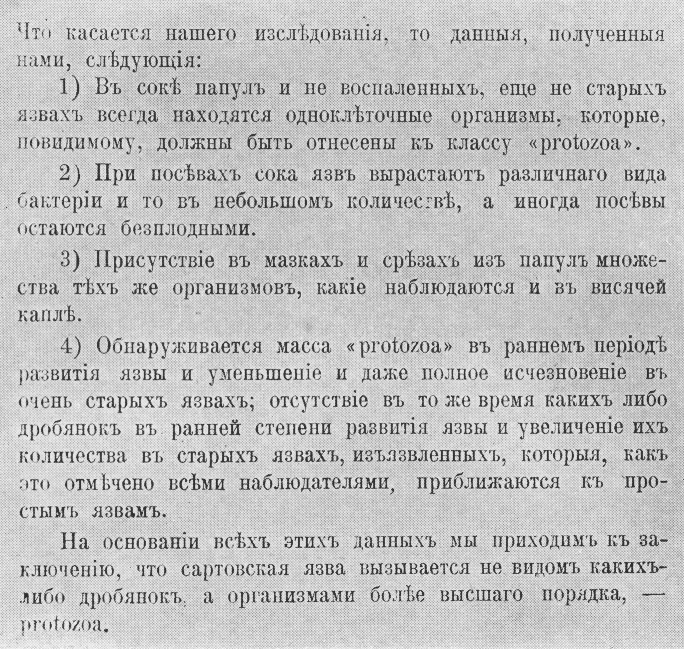
Факсимиле части страницы 939 из статьи Боровского «О сартовской язве»

Пётр Фоки́ч Боро́вский (1863—1932) — русский, советский врач-хирург. Один из организаторов здравоохранения в Узбекистане. Герой Труда (1927).

## Биография
Пётр Фокич Боровский родился в местечке Погар Стародубского уезда Черниговской губернии 27 мая (8 июня) 1863 года.
Окончил с золотой медалью Новгород-Северскую гимназию, Киевский  университет, а затем Военно-медицинскую академию в Санкт-Петербурге. С 1892 года работал старшим врачом хирургического отделения в центральном военном клиническом госпитале Ташкента.
Являлся одним из организаторов медицинского факультета Ташкентского университета, позднее ставшего Ташкентским медицинским институтом. Боровский был профессором Ташкентского медицинского института, с 1920 года и до конца жизни заведовал кафедрой госпитальной хирургии ТашМИ. Он являлся одним из организаторов здравоохранения в Узбекистане. Внес большой вклад в медицинскую науку.
В 1927 году правительством республики Узбекистан Боровскому было присвоено звание Героя Труда, и в этом же году он был награждён орденом Трудового Красного Знамени.
Умер Пётр Фокич Боровский в Ташкенте 15 декабря 1932 года, похоронен в Ташкенте на Коммунистическом кладбище (новая карта рядом со старым Боткинским кладбищем).
Супруга (с 5.06.1891) — Наталья Николаевна Боровская, урожденная Кашеварова.
Сын — Павел (1892—1955), ставший в конце 20-х годов «невозвращенцем». Жил в Париже. В 1946 году женился на пианистке Ирине Алексеевне Горяиновой-Сухотиной (сценический псевдоним Энери; 1897—1980).

## Память
- Именем Боровского был назван военный госпиталь в Ташкенте и медицинский колледж в Ташкенте[1], основанный как медицинское училище еще в середине XX века[2]:
  - В августе 1935 года была создана школа акушерок при Клинике неотложной помощи, переименованная в дальнейшем в школу медицинских сестер.
  - В 1954 году школа медсестер была преобразована в Ташкентское городское медицинское училище. В 1976 году Минздравом Республики Узбекистан в честь 40-летия училища и за высокие показатели в деле подготовки медицинских сестер и акушерок Ташкентскому городскому медицинскому училищу присвоено имя П. Ф. Боровского.
  - В 2001 году 12 июня постановлением Кабинета Министров Республики Узбекистан училище преобразовано в Ташкентский городской медицинский колледж им. П. Ф. Боровского.
- Также его именем названа улица, на которой расположен этот колледж в Ташкенте.
- Портрет П.Ф.Боровского размещен в галерее выдающихся паразитологов и бактериологов мира в Институте исследований паразитологии Мольтено (биологическом научно-исследовательском институте) Кембриджского университета.

## Научные открытия и достижения
П.Ф.Боровский — автор более 50 научных работ, посвященных проблемам паразитарных болезней, госпитальной хирургии и др.  Им было исследовано распространенное в среднеазиатских республиках и Закавказье заболевание — пендинская или сартовская язва («пендинка», кожный лейшманиоз). Он первым дал правильное описание возбудителя этой болезни и отнёс его к типу простейших (Protozoa), а не к бактериям или грибкам, как считали раньше. В 1898 году он опубликовал свои наблюдения в «Военно-медицинском журнале» (№ 11), но только в 1932 году это открытие получило международное признание. Его открытие позволило в дальнейшем решать вопросы эпидемиологии, лечения и профилактики этого заболевания.
Боровский предположил, что передача возбудителя сартовской язвы происходит не путём прямой инокуляции в кожу, а через кровь из пищеварительного или дыхательного аппарата москитов. К. Шульгин, коллега Боровского по Ташкентскому госпиталю, полностью подтвердил его наблюдения и первым, в 1902 году, опубликовал верное предположение о передаче заболевания ночными кровососущими насекомыми.
Также Боровским была предложена новая методика наложения швов при ушивании мочевого пузыря.